# 鈴木伸一
鈴木 伸一（すずき しんいち、1933年〈昭和8年〉12月4日 - ）は、日本のアニメーション作家・監督、漫画家。日本アニメーション協会会員。アニメ製作グループ「G9+1」のメンバー。杉並アニメーションミュージアム名誉館長。
漫画家が集まっていたトキワ荘（東京都豊島区）で暮らしていたことがあり、住人だった藤子不二雄の漫画に登場する、ラーメン好きのキャラクター「小池さん（で定着している鈴木さん）」のモデルとなった。『オバケのQ太郎』のキャラクター「伸ちゃん（伸一）」についても「友人から名前を借りた」と藤子作品で紹介されている。なお「小池さん（同上）」同様、鈴木本人もラーメン好きであるが、「僕よりも藤本（藤子・F・不二雄）君の方がラーメン好きだった」と語っている。自画像にも小池さん（同上）と類似のデザインを用いているが、目つきが異なる。

## 人物
長崎県長崎市出身。実質的に日本の支配下にあった満州国に一家で渡り、第二次世界大戦における日本の敗戦で日本へ引き揚げた。中学校時代より雑誌『漫画少年』に漫画を投稿をする。1949年（昭和24年）、下関市立長府中学校を卒業した。1953年（昭和28年）、漫画家の中村伊助を頼りに上京し、会社員として勤めた。トキワ荘に引っ越してからはデザイン会社に勤めながら細々と漫画を描くなどしていた。その時期の、森安なおやとの奇妙な同居生活が有名である。1956年（昭和31年）、漫画家の横山隆一率いる「おとぎプロ」にアニメーターとして入社。おとぎプロ勤務で引っ越した後も、トキワ荘の仲間とは草野球を楽しむなど交流は続いた。
おとぎプロ退社後は、藤子不二雄（藤子・F・不二雄、藤子不二雄A）、石ノ森章太郎、つのだじろう、赤塚不二夫らとスタジオ・ゼロを設立。テレビアニメ制作を中心に活動した。ちなみに原案を手がけた『レインボー戦隊ロビン』の漫画版の名義である風田 朗（かぜた・あきら、ふうたろう）は鈴木の漫画投稿時代のペンネームである。また漫画家仲間から愛称として「風（ふう）ちゃん」と呼ばれている。スタジオ・ゼロは1971年（昭和46年）に事実上解散したが、その後も法人は鈴木の個人事務所として存続し続けた。解散後はコマーシャルや、番組タイトルバックなどの製作を数多く手がける。1976年（昭和51年）、カナダ国際アニメーション・フェスティバルに作品が入選する。
現在も数々のアニメ作品に精力的に関わり、近年ではユネスコ・アジア文化センターの識字教育、環境問題アニメ「ミナの村シリーズ」の演出を手がけるなど、世界的にも著名なアニメーターである。また、東京アニメーター学院の特別講師も務めるなど、新人育成の場でも活躍している。
アニメーターとして頭角を現してからは漫画作品の発表は殆ど行なってないが、多忙となった藤子不二雄の代わりに『ドラえもん』などを代筆した経験がある。
NHK教育「プチプチ・アニメ」シリーズの『チックンタック』では、初めてストップモーション・アニメーションに挑戦。手馴れたセルアニメと違い、出来上がりに予測が付かないストップモーションアニメには新鮮味があるといい、アニメーションに対する意欲の健在振りを見せている。
2007年（平成19年）9月10日のテレビ朝日の番組『大胆MAP』、2009年（平成21年）7月1日の『シルシルミシル』でも紹介された。
なお、同業でマジックバス所属の鈴木伸一は、同姓同名の別人である。

## 主な作品
出典

### おとぎプロ時代
- ふくすけ（1957年、動画）
- ひょうたんすずめ（1959年、動画）
- プラス50000年（1961年、構成・演出）
- インスタント・ヒストリー（1961年、演出・作画）
- おとぎマンガカレンダー（1961年）
- おとぎの世界旅行（1962年、監督助手・動画・背景）
- 宇宙少年トンダー（1963年、演出・作画）：原作は横山隆一

### スタジオ・ゼロ以降
- 鉄腕アトム 第34話「ミドロが沼の巻」（作画監督、演出）
- 宇宙パトロールホッパ（作画）
- レインボー戦隊ロビン（作画監督）
- 海賊王子（作画監督）
- おそ松くん［旧］（作画監督、演出）
- パーマン［旧］（監督、作画監督）
- 怪物くん［旧］（作画監督、演出）
- ウメ星デンカ（演出）
- 佐武と市捕物控（演出）
- 新オバケのQ太郎（演出）
- おたのしみアニメ劇場（監督、演出。バラエティ番組『祭りだ!ワッショイ!』内で放送）
- となりのたまげ太くん（作画監督、演出）
- 星の子チョビン（監修）
- ぼくらマンガ家 トキワ荘物語（監督）
- 忍者ハットリくん（監修）
- パーマン［新］（監修）
- エスパー魔美（監修）
- オバケのQ太郎［新］（監修）
- 森の伝説 PART-1（原画）
- 笑ゥせぇるすまん（監修）
- パラソルヘンべえ（作画監督）
- おじゃる丸（オープニングアニメ作画）
- チックンタック
- ミナの村シリーズ（演出）
- 冬の日

### 劇場作品
- 火の鳥-黎明編（動画演出）
- 火の鳥2772 愛のコスモゾーン（原画[7]）
- 忍者ハットリくん ニンニン忍法絵日記（監修）
- 忍者ハットリくん ニンニンふるさと大作戦（監修）
- パーマン バードマンがやってきた!（監督、作画監督）
- 忍者ハットリくん+パーマン 超能力ウォーズ（監修、作画監督）
- 忍者ハットリくん+パーマン 忍者怪獣ジッポウVSミラクル卵（監修）

### 自主制作
- 点
- ひょうたん
- バブル
- ぎゃぐめんそう

### パイロットフィルム
- ギックとシャック（1963年、演出・作画）：キャラクターデザインは石森章太郎
- たのしい医学（1964年、演出・作画）
- オバケのQ太郎（1964年、演出・作画）
- フジテレビ子供向番組・題未定（1966年、原画）
- 怪物くん（1967年、演出）
- 佐武と市捕物控（1968年、演出）
- まるまるボンちゃん（1973年、演出・作画）：鈴木が学研の『科学』に連載していた学習漫画のアニメ化

### オープニングアニメ
- アラカザンの魔法（1963年）
- 忍者ハットリくん+忍者怪獣ジッポウ（1967年）
- てなもんや一本槍（1968年）
- スター千一夜（1976年）
- ズバリ!当てましょう（1977年）
- みごろ!たべごろ!笑いごろ!（1978年）

### その他
- みんなのうた 黄色い自転車（1985年02月-03月、アニメ）“NHK みんなのうた”. 2016年5月17日閲覧。
- みんなのうた Let's be friends～友達になろうよ～（1997年08月-09月、アニメ）“NHK みんなのうた”. 2016年5月17日閲覧。
- 驚きももの木20世紀 トキワ荘の時代〜マンガが青春だったころ〜（監督）
- フィルムは生きている 手塚治虫フィルモグラフィー 1962-1989（タイトル字幕デザイン）

- ライオン『ピコレット』テレビCM
- コロコロ文庫 大長編ドラえもん（表紙イラスト）
- 出没!アド街ック天国（2009年、トキワ荘周辺の通称地名である椎名町編で「小池さん」のモデルとして本人がビデオ出演）
- PS3・PSP トロ・ステーション第1055回（2009年9月28日配信・杉並アニメーションミュージアム紹介において本人出演、トロの部屋に飾れる直筆サイン色紙を執筆)

### 著書
- 僕らの実戦アニメ塾 Let’s enjoy do・anima!（おかだえみことの共著、1981年1月、徳間書店）ISBN 4194023676
- アニメの世界（おかだえみこ、宮崎駿、高畑勲との共著、1988年3月、新潮社）ISBN 4106019566
- トキワ荘青春物語（共作、1995年12月、蝸牛社）ISBN 4876612668
- ひとりから始めるアニメの作り方（文:おかだえみこ、2004年8月、洋泉社）ISBN 4896918444
- アニメが世界をつなぐ（2008年3月、岩波書店）ISBN 978-4005005918
- アニメーションをはじめよう（2008年4月、ビー・エヌ・エヌ新社）ISBN 978-4861005787
- アニメと漫画と楽しい仲間（2023年5月25日、玄光社）ISBN 978-4768317723